# Seelitz
Seelitz − gmina w Niemczech, w kraju związkowym Saksonia, w okręgu administracyjnym Chemnitz, w powiecie Mittelsachsen, należąca do wspólnoty administracyjnej Rochlitz.

## Geografia
Gmina Seelitz położona jest ok. 2 km na wschód od miasta Rochlitz.
W skład gminy wchodzą następujące dzielnice:
| - Beedeln - Bernsdorf - Biesern - Döhlen - Fischheim - Gröblitz - Gröbschütz - Kolkau | - Köttern - Neudörfchen - Neuwerder - Neuzschaagwitz - Pürsten - Seebitzschen - Sörnzig - Spernsdorf | - Städten - Steudten - Winkeln - Zetteritz - Zöllnitz - Zschaagwitz - Zschauitz |